# Осендарп, Мартинюс
Мартинюс Бернардюс Осендарп (нидерл. Martinus Bernardus Osendarp, 21 мая 1916 — 20 июня 2002) — нидерландский офицер полиции, легкоатлет, призёр Олимпийских игр и чемпион Европы.

## Биография
Родился в 1916 году в Делфте. Сначала увлекался футболом, для развлечения занялся бегом и обнаружил в этом большой талант. В 1934 году стал обладателем двух бронзовых медалей чемпионата Европы. В 1936 году на Олимпийских играх в Берлине завоевал бронзовые медали на дистанциях 100 м и 200 м, и пресса назвала его «быстрейшим из белых спринтеров» (в этом виде состязаний доминировали чернокожие американцы). В 1938 году стал обладателем двух золотых медалей чемпионата Европы.
После того, как Нидерланды во время Второй мировой войны были оккупированы Германией, Мартинюс Осендарп принял участие в оккупационных силовых структурах, в 1941 году вступил в Национал-социалистическое движение, в 1943 году пошёл добровольцем в СС.
В 1948 году был приговорён к 12 годам тюремного заключения, был досрочно освобождён в 1953 году. После освобождения предпочёл не возвращаться к прежней работе, работал на угольных шахтах, занимался преподаванием лёгкой атлетики.